# Fernando Fonseca
Fernando Manuel Ferreira Fonseca (14 marzo 1997) è un calciatore portoghese, difensore dell'AVS.

## Carriera

### Club
Cresciuto nelle giovanili del Porto, nella stagione 2014-2015 è portato una volta in panchina senza debuttare in prima squadra.

### Nazionale
Partecipa ai Giochi olimpici 2016 in Brasile giocando tutte le 4 partite della sua squadra, di cui 3 da titolare.